# Liste der Kulturgüter in Cevio
Die Liste der Kulturgüter in Cevio enthält alle Objekte in der Gemeinde Cevio im Kanton Tessin, die gemäss der Haager Konvention zum Schutz von Kulturgut bei bewaffneten Konflikten, dem Bundesgesetz vom 20. Juni 2014 über den Schutz der Kulturgüter bei bewaffneten Konflikten sowie der Verordnung vom 29. Oktober 2014 über den Schutz der Kulturgüter bei bewaffneten Konflikten unter Schutz stehen.
Objekte der Kategorien A und B sind vollständig in der Liste enthalten, Objekte der Kategorie C fehlen zurzeit (Stand: 1. Januar 2023).

## Kulturgüter
| Foto |                                                                                      | Objekt | Kat. | Typ | Standort                                 | Beschreibung                                                             |
| ---- | ------------------------------------------------------------------------------------ | --- | ---- | --- | ---------------------------------------- | ------------------------------------------------------------------------ |
| ja   | Datei hochladen · Wikidata zu Aufgeständerter Kornspeicher (Q29884170)               | Aufgeständerter Kornspeicher / Granaio su sostegni (torba) KGS-Nr.: 05312                                                                         | A    | G   | Bignasco, Via Bernarda 5 690125 / 132663 |                                                                          |
| ja   | Datei hochladen · Wikidata zu Kirche Santa Maria del Ponte alla Rovana (Q3668852)    | Kirche Santa Maria del Ponte alla Rovana / Chiesa di Santa Maria del Ponte alla Rovana KGS-Nr.: 05400                                             | A    | G   | Via Val Rovana 689346 / 129740           |                                                                          |
| ja   | Datei hochladen · Wikidata zu Gerichts- und Gemeindehaus (Q29527183)                 | Gemeindehaus / Pretorio KGS-Nr.: 05401 | A    | G   | Via Pretorio 2 689561 / 130106           |                                                                          |
| ja   | Datei hochladen · Wikidata zu Haus Franzoni (Q29527172)                              | Casa Franzoni KGS-Nr.: 05402 | A    | G   | Cevio vecchio (6) 689549 / 130609        |                                                                          |
| BW   | Datei hochladen · Wikidata zu Pfarrkirche, mittelalterliches Gotteshaus (Q117303563) | Pfarrkirche, mittelalterliches Gotteshaus / Chiesa parrocchiale, edificio di culto medievale KGS-Nr.: 05403                                       | A    | F   | Via Valmaggina 689612 / 130760           |                                                                          |
| ja   | Datei hochladen · Wikidata zu Museum des Maggiatals (Q27479970)                      | Museo di Valmaggia KGS-Nr.: 08566 | A    | S   | Cevio vecchio 6/12 689560 / 130607       |                                                                          |
| ja   | Datei hochladen · Wikidata zu Respini-Moretti Haus (Q29527165)                       | Casa Calanchini-Respini KGS-Nr.: 09273 | A    | G   | Piazza 14 689541 / 130147                |                                                                          |
| ja   | Datei hochladen · Wikidata zu Kapelle Madonna del Monte (Q29884166)                  | Kapelle Madonna del Monte / Cappella della Madonna del Monte KGS-Nr.: 05313                                                                       | B    | G   | Bignasco, Monte 690692 / 132369          |                                                                          |
| ja   | Datei hochladen · Wikidata zu Brücke über die Maggia (Q29884184)                     | Brücke über die Maggia / Ponte sulla Maggia KGS-Nr.: 05314                                                                                        | B    | G   | Bignasco 690133 / 132790                 |                                                                          |
| ja   | Datei hochladen · Wikidata zu Oratorium Beata Vergine (Q29884179)                    | Oratorium Beata Vergine / Oratorio della Beata Vergine KGS-Nr.: 05395                                                                             | B    | G   | Foroglio 685273 / 136409                 |                                                                          |
| ja   | Datei hochladen · Wikidata zu Oratorium Santa Maria delle Grazie (Q29884181)         | Oratorium Santa Maria delle Grazie / Oratorio die Santa Maria della Grazie KGS-Nr.: 05396                                                         | B    | G   | Cavergno, Sonlerto 684027 / 139521       |                                                                          |
| ja   | Datei hochladen · Wikidata zu Kirche Santa Maria Assunta e Santo Stefano (Q3673375)  | Pfarrkirche San Giovanni Battista mit Beinhaus und Säulengang / Chiesa parrocchiale di San Giovanni Battista con ossario e portico KGS-Nr.: 11937 | B    | G   | Via Valmaggina 689612 / 130760           |                                                                          |
| BW   | Datei hochladen · Wikidata zu Merla-Brücke (Q29884183)                               | Ponte della Merla KGS-Nr.: 11942 | B    | G   | Bignasco 692114 / 134385                 | Objekt liegt hälftig auf dem Gemeindegebiet von Lavizzara (KGS-Nr. 9265) |
| BW   | Datei hochladen · Wikidata zu Aufgeständerter Kornspeicher (Q29884176)               | Aufgeständerter Kornspeicher / Granaio su sostegni KGS-Nr.: 11944                                                                                 | B    | G   | Cavergno, Via La Torba 690081 / 133286   |                                                                          |